# Trichrysis yuani
Trichrysis yuani (лат.) — вид ос-блестянок рода Trichrysis из подсемейства Chrysidinae. Назван в честь коллектора голотипа (Y. Yuan).

## Распространение
Китай (Хубэй, Хунань).

## Описание
Длина — 7 мм. Ярко-окрашенные металлически блестящие осы. Тело зеленовато-голубого цвета, с тёмными синими пятнами на темени, мезоскутеллуме и тергите Т2. Скапус и педицель зеленовато-голубые, жгутик чёрный. Лицо с зеленовато-золотистыми отблесками. Тегулы черновато-коричневые, с металлическими зеленовато-голубыми отблесками. Ноги металлически зеленовато-синие, лапки чёрные без металлических отблесков. Задний край третьего тергита брюшка с 3 небольшими широкими зубцами. Предположительно, как и другие виды своего рода гнездовые паразиты одиночных сфекоидных ос (Crabronidae). Период лёта: июль—август. Сходен с видом Trichrysis pellucida. Вид был впервые описан в 2016 году итальянско-швейцарским энтомологом Паоло Роза (Paolo Rosa; Natur-Museum Luzern, Люцерн, Швейцария) и его китайскими коллегами Na-Sen Wei (N.S. Wei), Jun Feng и Zai-Fu Xu (Z.F.Xu) (все из Department of Entomology, South China Agricultural University, Гуанчжоу, Китай).